# Waltraud Bayer
Waltraud Bayer (* 1939 in Bad Sulza) ist eine deutsche Sportlerin in der Leichtathletik in den längeren Laufdistanzen.

## Biografie
Bayer trainierte zunächst beim Verein Post SV Bremen und war dann später bei der Leichtathletikgemeinschaft Bremen-Nord (LG Nord).
Sie errang bei der Deutschen Leichtathletik-Meisterschaften 1979 in Stuttgart im Marathon den 7. Platz in der Zeit von 3:13:27 h. Beim Run Winschoten im niederländischen Winschoten wurde sie 1981 im 100-km-Lauf (Ultramarathon) die Erste. Sie erreichte 1986 Spitzenplatzierungen beim Marathon in der Bremer Partnerstadt Dalian in China.
In den Bremer Bestenlisten der Leichtathletik wird sie noch in den 2010er Jahren in den Laufdisziplinen 1500 und 5000 Meter und Marathon bei den Senioren geführt. Bayer konnte noch 2019 über 800 Meter den Vizehallenweltmeistertitel in Thorn erlaufen und errang mehrere Titel und Plätze bei Norddeutschen und Deutschen Meisterschaften der Senioren.

## Ehrungen
- 1980: Landessportlerin des Jahres in Bremen